# 1919 Clemence
1919 Clemence eller 1971 SA är en asteroid i huvudbältet som upptäcktes den 16 september 1971 av den amerikanska astronomen James B. Gibson och den argentinske astronomen Carlos U. Cesco vid Leoncito Astronomical Complex. Den har fått sitt namn efter den amerikanske astronomen Gerald M. Clemence.
Asteroiden har en diameter på ungefär 3 kilometer och den tillhör asteroidgruppen Hungaria.